# Jans Koerts
Jans Koerts (Meppel, 24 de agosto de 1969) es un exciclista neerlandés, profesional de 1992 a 2005.

## Biografía
Jan Koerts se convirtió en profesional en 1992 con el equipo PDM, donde ayudaba en los sprints en Jean-Paul van Poppel. En 1993, fichó por el equipo francés Festina.
Con el equipo Rabobank (1997-1998) y después con el Farm Frites (2000), ayudó al australiano Robbie McEwen en sus sprints. A pesar de sus buenas temporadas no participó en el Tour de Francia hasta el Tour de Francia 2000 con el maillot del Farm Frites. Realizó buenos resultados en los sprints (4º en Nantes), sin embargo llegó fuera de control en la octava etapa. Semanas más tarde, ganó su única victoria en una gran vuelta al batir al sprint a Alessandro Petacchi y a Ján Svorada en la tercera etapa de la Vuelta a España 2000. Consiguió encabezar la clasificación de los puntos que debió abandonar al día siguiente, a causa de una caída y donde llegó con 18 minutos de retraso respecto al vencedor de la etapa. Abanonó la Vuelta en la undécima etapa.
El equipo Farm Frites desapareció a finales de año, por lo que fichó en 2001 por la formación Mercury. Esta temporada es tan buena como el anterior gracias a una victoria de etapa en la París-Niza en marzo y a la consecución del Campeonato de los Países Bajos en Ruta en julio.
En 2002 fichó por el Domo-Farm Frites y no ganó ninguna victoria en este año. Después de una temporada en el equipo Bankgiroloterij y otra en el Chocolade Jacques-Wincor Nixdorf, llegó al Cofidis en 2005 con el fin de ayudar a Stuart O'Grady. En el mes de julio, se cae duramente en la última etapa del Trofeo Joaquim Agostinho, fracturándose dos tobillos, varias costillas y el fémur. Al no renovar con el Cofidis, firmó un contrato con el equipo neerlandés ProComm-Van Hemert en 2006. Sin embargo, no se retira esta temporada, e hizo su reaparición en marzo de 2007 en la Ster van Zwolle.
En julio de 2007, en la cadena de televisión holandesa NOS, admitió haber consumido productos dopantes durante su carrera, y no sentir ningún remordimiento.

## Palmarés
| 1990 - 1 etapa del Teleflex Tour - Vuelta a Sajonia 1991 - Vuelta a Holanda Septentrional - 1 etapa del OZ Wielerweekend - 2 etapas del Circuito Franco-Belga 1992 - Tour de Limburgo 1993 - 1 etapa del Tour d'Armorique - 1 etapa de la Vuelta a Portugal 1994 - Grand Prix de Denain - 1 etapa del Tour de Poitou-Charentes 1995 - Circuito de Houtland - Gran Premio Stad Sint-Niklaas 1996 - Gran Premio Jef Scherens - Memorial Rik Van Steenbergen - 1 etapa de la Vuelta a Burgos - 1 etapa del Teleflex Tour - 2 etapas de la Commonwealth Bank Classic 1998 - 1 etapa de la Vuelta a Dinamarca - 2 etapas de la Commonwealth Bank Classic 1999 - 2 etapas de la Vuelta a la Baja Sajonia - 2 etapas de la Commonwealth Bank Classic - 2 etapas del Vodacom Rapport Toer - 2 etapas del Giro del Capo - 1 etapa del Ster der beloften - 1 etapa del OZ Wielerweekend - 1 etapa de la Vuelta a Renania-Palatinado | 2000 - Sparkassen Giro Bochum - Omloop van het Waasland - 1 etapa de la Vuelta a España - 1 etapa de los Tres Días de La Panne - 2 etapas de la Commonwealth Bank Classic 2001 - Campeonato de los Países Bajos en Ruta - 1 etapa de la París-Niza - 1 etapa del Tour de Picardie - 2 etapas del Tour de Langkawi 2003 - Gran Premio de Isbergues - Tour de Rijke - Vuelta a Holanda Septentrional - Halle-Ingooigem - 1 etapa de la Vuelta a Dinamarca - 1 etapa de la Vuelta a Sajonia - 1 etapa de la Vuelta a Bélgica 2004 - Tour de Rijke |